# Tommy (tegneserie-kat)
 For alternative betydninger, se Tommy (flertydig). (Se også artikler, som begynder med Tommy)
 Tommy  er Anders Ands kat, for det meste i Fætter Vims-historier tegnet af Al Hubbard, oprindelige navn var Misser. Den elsker det enkle liv med fisk og mælk i fred og ro, og hader Fætter Vims af hele sit hjerte. Den kommer ofte med kommentarer i lighed med Tintins hund Terry, som ikke bliver forstået – den er fornuftens røst når Anders And lader sig rive med af sin skøre fætters påfund.